# Acizzia acaciae
Acizzia acaciae är en insektsart som först beskrevs av William Miles Maskell 1894.  Acizzia acaciae ingår i släktet Acizzia och familjen rundbladloppor. Inga underarter finns listade i Catalogue of Life.